# Fighting Island
Fighting Island är en ö i Kanada.   Den ligger i provinsen Ontario, i den sydöstra delen av landet, 700 km sydväst om huvudstaden Ottawa.
Trakten runt Fighting Island består till största delen av jordbruksmark. Runt Fighting Island är det ganska tätbefolkat, med 70 invånare per kvadratkilometer.